# Imanosmylus ussuriensis
Imanosmylus ussuriensis là một loài côn trùng trong họ Osmylidae thuộc bộ Neuroptera. Loài này được Makarkin miêu tả năm 1994.